# Xabi Aburruzaga
Xabi Aburruzaga est un musicien basque, né à Portugalete (Biscaye le 10 avril 1978.
Joueur de trikitixa, accordéon diatonique basque.

## Biographie
Xabi Aburruzaga est un trikitilari Biscayen, et joue avec le panderetero Irkus Ansotegi. Il a commencé à étudier la base musicale à seulement sept ans et, un an plus tard, a commencé à jouer du piano. Son premier professeur fut Rufino Arrola.
Xabi a gagné plusieurs prix avec son instrument l'accordéon diatonique.

## Travaux
Depuis que Xabi a appris à jouer de la trikitixa sur mesure, il a travaillé comme enseignant et a aussi publié plusieurs livres et registres. En plus du style de musique lié avec la Trikitixa, il pratique de nombreux styles différents.
Resté dans l'ombre jusqu'en 1999, cette année-là il sort son premier album, et des critiques élogieuses. Dès lors, au début de l'année suivante, il a reçu la proposition de la chanson de la Karmelo Ikastola.
Peu à peu, il devient connu et décide de lancer sa propre école de trikitixa : Trikileku. Au début, il n'y avait que des étudiants des environs, mais aujourd'hui il y a des étudiants de toute la Biscaye.
Il participe à divers projets et en 2002, il crée la chanson des célébrations de Bermeo. Il publie un nouvel album avec la collaboration de Mikel Urdangarin, Joseba Tapia et Iñaki Aurrekoetxea. En 2004, il a participé à la chanson de l'Ibilaldia avec d'autres artistes comme  Eñaut Elorrieta ou Oreka Tx. En 2005, il publie le livre Bizkaiko trikitixa avec plusieurs trikitilaris de Biscaye. Après la publication du livre et de l'utilisation de ces œuvres, il sort un album portant le même titre. Il vend beaucoup de disques et reçoit en conséquence l'aide de Faustino Arrola grâce à l'écriture d'une partition ; il a publié ensuite un autre livre et un disque, en l'adaptant aux nouveaux sons de la musique moderne. La modernité de Xabi est remarquable parce que les chansons de Faustino sont très anciennes. Il a collaboré avec différents artistes à ce projet : Amaia Oreja, Mikel Markez, Leturia et Xabi Zeberio.
En 2009, il publie un album avec les paroles, Denboraren Naufrago. L'auditeur aura la possibilité de lire les textes de Kirmen Uribe avec la musique d'accompagnement.
Il combine les cours de leurs performances et collabore avec le groupe Oskorri.
En 2010, c'est l'un des artistes invités lors du célèbre Festival de Folk d'Ortigueira.

## Discographie
- Denboraren Naufrago (2009)
- Bizkaiko Trikitixa Diskoa (2007)
- Sakabi (2007)
- Bizkaiko Trikitixa liburua (2005)
- Alkarregaz heldu ibilaldia (2004)
- Egunaro egunaro kalien (2002)
- Maketa (2001)
- Karmelo Ikastolako Kanta (2000)